# 이모지피디아
이모지피디아(Emojipedia)는 유니코드 표준에서 이모지 문자의 의미와 일반적인 사용법을 문서화한 이모지 참조 웹사이트이다. 가장 일반적으로 "이모지 백과사전" 또는 "이모지 사전"으로 설명되는 이모지피디아는 문서를 게시하고 새로운 이모지 문자, 디자인 변경 및 사용 추세를 추적하기 위한 도구도 제공한다. 2021년부터 Zedge가 소유하고 있다.
이모지피디아는 유니코드 컨소시엄(The Unicode Consortium)의 투표권이 없는 준회원이다.